# Bomis (pająk)
Bomis – rodzaj pająka z rodziny ukośnikowatych, opisany po raz pierwszy przez L. Kocha w 1876 roku. Obejmuje 4 gatunki występujące jedynie w Indiach i Australii. Gatunek typowy to B. larvata.

## Gatunki
- Bomis bengalensis Tikader, 1962 (Indie)
- Bomis calcuttaensis Biswas & Mazumder, 1981 (Indie)
- Bomis khajuriai Tikader, 1980 (Indie)
- Bomis larvata L. Koch, 1874 (zachodnia Australia, Queensland)